# Mastitis linfocítica
La mastitis linfocítica, también llamada mastopatía diabética o  lobulitis  esclerosante  linfocítica, es una enfermedad fibroinflamatoria que afecta a la mama y se manifiesta por la aparición de nódulos duros en una o ambas mamas. Es un proceso benigno, sin embargo las características de la lesión y su aspecto en la mamografía y ecografía puede ser muy similar al del cáncer de mama, por ello para alcanzar el diagnóstico exacto es imprescindible realizar una biopsia.

## Etiología
La causa de esta afección se desconoce, puede presentarse asociada a otras enfermedades, entre ellas la diabetes mellitus de larga evolución en tratamiento con insulina y procesos que se asocian a fenómenos de autoinmunidad como la tiroiditis de Hashimoto, aunque en muchas ocasiones no existe ninguna patología acompañante.

## Anatomía patológica
La observación al microscopio del tejido mamario obtenido por biopsia muestra infiltración linfocitaria perilobular con fibrosis e infiltración linfocitaria perivascular (alrededor de los vasos sanguíneos).

## Pronóstico
El pronóstico es bueno, puesto que se trata de una enfermedad benigna. Cuando se realiza la extirpación quirúrgica de las lesiones, pueden producirse recidivas.